# Ptolemaeus IX Soter II
Ptolemaeus IX Soter II (Oudgrieks Πτολεμαίος Σωτήρ), bijgenaamd Lathyros (Λάθυρος: kikkererwt) en mogelijk ook Physcon (Φύσκων: dikkerd), was de oudste zoon van Ptolemaeus VIII Euergetes II en Cleopatra III. Hij was tweemaal koning van Egypte: van 116 tot 107 v.Chr. en 88 tot 81 v.Chr. Dat zijn regering over verschillende perioden verdeeld is, illustreert de onrust binnen de Ptolemeese dynastie van zijn dagen.

## Geboorte en jeugd
Ptolemaeus werd waarschijnlijk geboren in 143/142 v.Chr. Hij was mogelijk reeds eponiem priester (d.i. priester die zijn naam geeft aan het jaar) in 134/133 v.Chr. Hij werd rond 118 v.Chr. gouverneur (strategos) van Cyprus.

## Eerste regeringsperiode (116 - 107 v.Chr.)
Op 26 juni 116 v.Chr. werd Ptolemaeus IX tot de jongere mederegent van Cleopatra II en Cleopatra III uitgeroepen, kort na de dood van zijn vader Ptolemaeus VIII. Voor zijn overlijden zou hij Cleopatra III toestemming hebben gegeven de zoon van haar keuze aan te stellen als mederegent. Het leek erop dat Cleopatra een voorkeur had voor haar jongere zoon Ptolemaeus Alexander, maar onder druk van de legervergadering in Alexandrië werd Ptolemaeus IX verkozen. Van de drie co-regenten was Ptolemaeus degene met de minste invloed. Ptolemaeus was gehuwd met zijn zuster Cleopatra IV, van wie hij volgens Justinus veel hield, maar Cleopatra III dwong hem van haar te scheiden om zijn jongere zus Cleopatra Selena I te kunnen huwen. Bij zijn eerste vrouw zou hij één of twee zonen hebben (waarschijnlijk Ptolemaeus XII en Ptolemaeus van Cyprus) en bij zijn tweede een dochter, Berenice III. Vermoedelijk in 115 v.Chr. overleed Cleopatra II, waardoor Ptolemaeus en zijn moeder Cleopatra III als enige heersers overbleven.

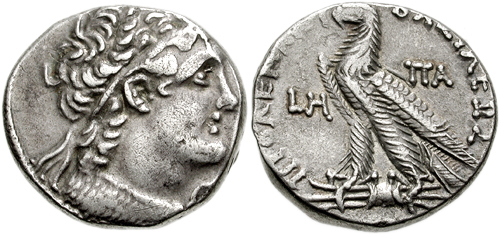
Zilveren tetradrachme van Ptolemaeus IX
Geslagen in Paphos (in veld), 109 v.Chr. (L = jaar 8)

Er bleven echter spanningen bestaan tussen Ptolemaeus en zijn moeder. In 108/107 v.Chr. zond Ptolemaeus een leger van 6000 man sterk naar Samaria om daar de Seleucidische troonpretendent Antiochus IX Cyzicenus te hulp te komen. Antiochus was op verzoek van de Samaritanen namelijk ten strijde getrokken tegen de Judeese koning Johannes Hyrkanus, die in 108 v.Chr. het beleg om de stad had geslagen, maar Antiochus leed zware verliezen tegen Hyrkanus. Hoewel Ptolemaeus' troepen verwoestingen en plunderingen aanrichtten in Judea, mocht Ptolemaeus' hulp uiteindelijk niet baten. Hyrkanus veroverde in 107 v.Chr. Samaria, joeg de Seleucidische en Ptolemeese troepen op de vlucht, en maakte de stad met de grond gelijk. Cleopatra was zeer ontstemd over Ptolemaeus' besluit Antiochus te hulp te komen. Volgens Flavius Josephus liep het conflict zo hoog op dat zij dreigde Ptolemaeus van de troon te stoten. Aan het conflict lag mogelijk een andere politieke opvatting ten grondslag: Antiochus Cyzicenus was in strijd gewikkeld met Antiochus VIII Grypos om de Seleucidische troon en het lijkt erop dat Cleopatra het te riskant vond partij te kiezen in dit conflict.
In september of oktober 107 v.Chr. werd Ptolemaeus uiteindelijk toch van de troon verjaagd, nadat zijn moeder hem ervan had beschuldigd haar te willen vermoorden. In de plaats van Ptolemaeus IX plaatste ze nu alsnog haar lievelingszoon Ptolemaeus X Alexander I op de troon.

## Tussenperiode (107 - 88 v.Chr.)
Ptolemaeus ging daarop in ballingschap naar Cyprus en slaagde er in de zomer van 105 v.Chr. in de macht op het eiland over te nemen. Hij had echter nog steeds zijn zinnen gezet op Egypte, waar hij veel steun onder de bevolking genoot. Daarop zond Cleopatra een van haar generaals naar Cyprus om Ptolemaeus gevangen te nemen, maar Ptolemaeus wist aan zijn moeders leger te ontsnappen en vluchtte naar het Seleucidische Syrië. Daar werd hij ontvangen door Antiochus IX Cyzicenus, die hij zelf eerder te hulp was gekomen in zijn strijd tegen Johannes Hyrkanus en die hij beloofde nu opnieuw te zullen steunen in zijn strijd tegen Antiochus VIII Grypos. Daarop besloot Cleopatra III haar steun aan Antiochus VIII te geven en stuurde hem naast versterkingen ook Ptolemaeus IX voormalige echtgenote Cleopatra Selena I als bruid.
Ondertussen wilde Alexander Janneüs, die inmiddels koning van Judea was geworden, Ptolemaïs toevoegen aan zijn rijk. Toen de inwoners van de stad Ptolemaeus en Cyzicenus te hulp riepen, gingen dezen op het verzoek in. Ptolemaeus hoopte dat bij een overwinning de zuidelijker gelegen kuststeden zich achter hem zouden scharen, zodat hij langs deze weg naar Egypte zou kunnen optrekken. Tegen de tijd dat hij met zijn troepen in Ptolemaïs aankwam, hadden de inwoners van de stad zich echter bedacht. Maar nu riepen de zuidelijker gelegen kuststreken zijn hulp in tegen Alexander Janneüs. Alexander Janneüs sloot op zijn beurt een geheim bondgenootschap met Cleopatra. Aanvankelijk reageerde Cleopatra niet, maar toen het tot een treffen kwam tussen Ptolemaeus en Alexander Jannaeus en Ptolemaeus de sterkste bleek te zijn, benoemde zij de Joodse broers Chelkias en Ananias tot generaals en trok zij ten strijde tegen Ptolemaeus. Daarop namen zij de stad Ptolemaïs in. Enkele adviseurs raadden haar aan meteen heel Palestina te veroveren, maar Ananias wist haar van dit plan af te brengen.
Ptolemaeus zelf was opnieuw ontsnapt en probeerde, nu Cleopatra in Judea was, opnieuw Egypte te bereiken. Opnieuw slaagde zijn opzet echter niet (103 v.Chr.). Cleopatra stuurde haar generaals achter Ptolemaeus aan om hem gevangen te nemen. Chelkias sneuvelde echter in de achtervolging. Een andere generaal, mogelijk Ananias, werd door Cleopatra geëxecuteerd toen deze er niet in slaagde Ptolemaeus gevangen te nemen. Maar Ptolemaeus X Alexander I, die was gechoqueerd door zijn moeders gedrag, besloot het zekere voor het onzekere te nemen en liet zijn moeder in september 101 v.Chr. vermoorden. Daarop nam hij zijn echtgenote Berenice III (de dochter van Ptolemaeus IX) in oktober 101 v.Chr. tot mederegent. Maar door zijn jodenvriendelijke politiek en het feit dat de Syrische interne twisten intussen waren beëindigd, werd hij verdreven uit Alexandrië in mei 88 v.Chr. en werd Ptolemaeus IX teruggeroepen uit ballingschap.

## Tweede regeringsperiode (88 - 81 v.Chr.)
Ptolemaeus IX werd waarschijnlijk in oktober of november 88 v.Chr. gekroond in Memphis. Hoewel hij nu alleenheerser was, kreeg hij de volgende jaren te maken met autochtone opstanden in Opper-Egypte (Thebaïs).
Al eerder waren er in Thebaïs opstanden tegen de Ptolemaeën geweest (in 199-186 en 132-124), maar eerdere Ptolemaeïsche heersers hadden de onrust telkens weer tot bedaren weten te brengen. Nu was het vanaf ca. 91 v.Chr., nog voor het begin van Ptolemaeus' tweede regeringsperiode, opnieuw onrustig in Opper-Egypte doordat autochtone Egyptenaren in opstand kwamen tegen de hellenistische dynastie van de Ptolemaeën. Daarbij koos Straton, de epistrategos van Thebaïs en zelf van Egyptische afkomst, de zijde van de opstandelingen. Zodra Ptolemaeus IX in 88 opnieuw tot koning over Egypte werd gekroond, trok hij met zijn leger Opper-Egypte binnen, veroverde verschillende plaatsen en sloeg het beleg om Thebaïs. Na drie jaar wist hij de stad in te nemen, wat met zware verwoestingen gepaard ging (85 v.Chr.).
Nu de opstand was neergeslagen, begon Ptolemaeus aan de wederopbouw van Opper-Egypte, zoals blijkt uit de afbeeldingen van zichzelf die hij daarbij liet aanbrengen in Thebaïs en Karnak. De afbeeldingen dragen een propagandistisch karakter, met als doel de positie van de Ptolemaeën onder de bevolking van het gebied te vergroten ten koste van de aristocratie van Thebaïs.
Van augustus 81 v.Chr. tot zijn dood, die waarschijnlijk ergens in december 81 v.Chr gedateerd moet worden, was zijn dochter Berenice III zijn mederegent. Zij zou hem opvolgen als koningin van Egypte.

## Stamboom
|  |  |  |  |  |  |                |                | Ptolemaeus VIII | Ptolemaeus VIII | Ptolemaeus VIII | Ptolemaeus VIII | Ptolemaeus VIII | Ptolemaeus VIII |                       |                       | Cleopatra III         | Cleopatra III         | Cleopatra III         | Cleopatra III         | Cleopatra III | Cleopatra III |                    |                    |                    |                    |                    |                    |  |  |
|  |  |  |  |  |  |                |                | Ptolemaeus VIII | Ptolemaeus VIII | Ptolemaeus VIII | Ptolemaeus VIII | Ptolemaeus VIII | Ptolemaeus VIII |                       |                       | Cleopatra III         | Cleopatra III         | Cleopatra III         | Cleopatra III         | Cleopatra III | Cleopatra III |                    |                    |                    |                    |                    |                    |  |  |
|  |  |  |  |  |  |                |                |                 |                 |                 |                 |                 |                 |                       |                       |                       |                       |                       |                       |               |               |                    |                    |                    |                    |                    |                    |  |  |
|  |  |  |  |  |  |                |                |                 |                 |                 |                 |                 |                 |                       |                       |                       |                       |                       |                       |               |               |                    |                    |                    |                    |                    |                    |  |  |
|  |  |  |  |  |  | Cleopatra IV   | Cleopatra IV   | Cleopatra IV    | Cleopatra IV    | Cleopatra IV    | Cleopatra IV    |                 |                 | Ptolemaeus IX         | Ptolemaeus IX         | Ptolemaeus IX         | Ptolemaeus IX         | Ptolemaeus IX         | Ptolemaeus IX         |               |               | Cleopatra Selena I | Cleopatra Selena I | Cleopatra Selena I | Cleopatra Selena I | Cleopatra Selena I | Cleopatra Selena I |  |  |
|  |  |  |  |  |  | Cleopatra IV   | Cleopatra IV   | Cleopatra IV    | Cleopatra IV    | Cleopatra IV    | Cleopatra IV    |                 |                 | Ptolemaeus IX         | Ptolemaeus IX         | Ptolemaeus IX         | Ptolemaeus IX         | Ptolemaeus IX         | Ptolemaeus IX         |               |               | Cleopatra Selena I | Cleopatra Selena I | Cleopatra Selena I | Cleopatra Selena I | Cleopatra Selena I | Cleopatra Selena I |  |  |
|  |  |  |  |  |  |                |                |                 |                 |                 |                 |                 |                 |                       |                       |                       |                       |                       |                       |               |               |                    |                    |                    |                    |                    |                    |  |  |
|  |  |  |  |  |  |                |                |                 |                 |                 |                 |                 |                 |                       |                       |                       |                       |                       |                       |               |               |                    |                    |                    |                    |                    |                    |  |  |
|  |  |  |  |  |  | Ptolemaeus XII | Ptolemaeus XII | Ptolemaeus XII  | Ptolemaeus XII  | Ptolemaeus XII  | Ptolemaeus XII  |                 |                 | Ptolemaeus van Cyprus | Ptolemaeus van Cyprus | Ptolemaeus van Cyprus | Ptolemaeus van Cyprus | Ptolemaeus van Cyprus | Ptolemaeus van Cyprus |               |               | Berenice III       | Berenice III       | Berenice III       | Berenice III       | Berenice III       | Berenice III       |  |  |